# Кафедральный собор Монтевидео
Кафедральный собор Монтевидео, полное название — Собор Непорочного Зачатия Пресвятой Девы Марии и Святых Филиппа и Иакова (исп. Catedral Metropolitana de Montevideo) — малая базилика, католическая церковь в городе Монтевидео, Уругвай. Церковь является кафедральным собором архиепархии Монтевидео. Церковь считается «Матерью» (исп. Iglesia Matriz) всех уругвайских католических храмов. Церковь располагается в старом городе Монтевидео на площади Пласа-де-ла-Конститусьон. Национальный исторический памятник.

## История
В 1740 году на этом месте стояла небольшая кирпичная церковь. 20 ноября 1790 года был заложен краеугольный камень в фундамент новой церкви. 21 октября 1804 года состоялось освящение церкви, строительство которой полностью ещё не было закончено. Храм был освящён в честь покровителей Монтевидео апостолов Филиппа и Иакова. Строительными работами руководили инженеры Хосе дель Позо-и-Маркес, Хосе Кустодио де Саа-и-Фариа и архитектор Томас Торибио. Церковь была построена в колониальном неоклассическом стиле. Строительство в современном виде завершил архитектор Бернардо Пончини.
В 1860 году был завершен фасад церкви. В 1870 году Римский папа Пий XI присвоил храму статус малой базилики и церковь была освящена в честь Непорочного Зачатия Пресвятой Девы Марии.
В 1878 году Святой Престол учредил епархию Монтевидео и храм стал кафедральным собором этой новой епархии. C созданием архиепархии Монтевидео в 1897 году Римский папа Лев XIII присвоил собору статус «Catedral Metropolitana y Primada» (Первенствующий митрополичий кафедральный собор).
В соборе находятся захоронения архиепископов Монтевидео и известных уругвайских общественных деятелей.
До первого десятилетия XX века собор был самым высоким и был градоформирующим зданием города.
В 1975 году собор был внесён в список национальных исторических памятников.

## Галерея

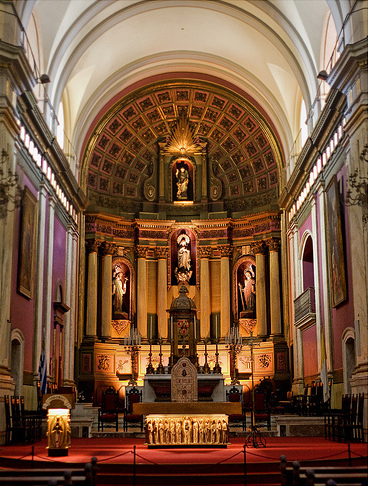
Внутренний интерьер собора